# Ильмень (Воронежская область)
Ильмень — село в Поворинском районе Воронежской области.
Входит в состав Мазурского сельского поселения.

## Население
| 1859 | 1897 | 2010 |
| ---- | ---- | ---- |
| 404  | ↗543 | ↘390 |

## Улицы
- ул. Ленинская,
- ул. Луч,
- ул. Пролетарская,
- ул. Садовая,
- ул. Советская.

## Известные уроженцы
- Курдюмов, Владимир Николаевич (1895—1970) — советский военачальник, генерал-лейтенант.